# Università statale cecena
L'Università statale cecena A. A. Kadyrov (in russo Чеченский государственный университет имени А. А. Кадырова? e in ceceno: Ахьмад-Хьаьжин цӀарах йолу Нохчийн пачхьалкхан университет
abbreviato in CSU o ChSU) è un'accademia situata a Groznyj, capitale della Cecenia, repubblica della Federazione Russa.
L'accademia impiega 1100 insegnanti (2016).

## Storia
L'Università statale cecena risale al 7 febbraio 1938, quando fu fondato l'Istituto di formazione biennale per insegnanti di Groznyj su iniziativa del comitato regionale del partito comunista e del Consiglio dei commissari del popolo della RSSA cecena-inguscia. Il 1º settembre 1938, l'Istituto per insegnanti fu trasformato nell'Istituto pedagogico statale ceceno-inguscio con un periodo di formazione quadriennale. L'Istituto aveva tre facoltà: Filologia, Storia e Fisica - Matematica.
L'Istituto fu riorganizzato nell'Università statale ceceno-inguscia il 9 marzo 1971 e la nuova sede venne intitolata a Lev Tolstoj.
Nella seconda metà degli anni '80 vennero aggiunti corsi come Fisica elettronica, Medicina, Giurisprudenza, Recitazione, Giornalismo e Microbiologia.
Il 28 febbraio 1995, l'Università statale è stata ribattezzata Università statale cecena.
Durante le guerre cecene, gli edifici universitari furono danneggiati in modo significativo. Gli edifici scolastici furono rasi al suolo. In specifico: la biblioteca, l'orto botanico, vari laboratori scientifici, un centro di supercalcolo e una tipografia universitaria furono distrutti. Le lezioni continuarono nei locali sopravvissuti. Dal 2003 sono iniziati i lavori di ricostruzione e restauro degli edifici universitari e la costruzione di quelli nuovi.
Successivamente, nel 2011, l'Università si è trasformata nell'istituto di istruzione di bilancio statale federale di istruzione professionale superiore “Università statale cecena”.
Nel novembre 2023 l'università, insieme al vice primo ministro russo Dmitrij Černyšenko, ha inaugurato un nuovo edificio in grado di ospitare mille nuovi studenti.

## Struttura
L'ateneo è organizzato in 11 facoltà e istituti:
- Facoltà di Biologia e Chimica
- Istituto di Economia e Finanza
- Facoltà di Filologia
- Istituto di Matematica, Fisica e Tecnologie dell'Informazione
- Facoltà di Geografia e Geologia ambientale
- Facoltà di Giurisprudenza
- Facoltà di Lingue straniere
- Istituto universitario di Medicina
- Facoltà di Pubblica amministrazione
- Facoltà di Storia
- Istituto di Tecnologie agrarie

In aggiunta la struttura ospita l'Istituto di Formazione professionale supplementare.

## Rettori
Elenco dei rettori della CSU:
- 1970 - 1986: Mikhail Pavlov (rettore dell'Istituto pedagogico statale ceceno-inguscia fino al 1971)
- 1986 - 1991: Victor Kan-Kalik[6]
- 1992 - 1994: Mukhadi Israilov
- 1995 - 1995: Adnan Khamzaev
- 1996 - 1996: Ibragim Israilov
- 1996 - 1999: Raykom Dadašev
- 2000 - 2006: Adnan Khamzaev
- 2006 - 2008: Anzor Muzaev[12]
- 2008 - oggi: Zaurbek Saidov[13]